# Жилін Віктор Степанович
Віктор Степанович Жилін (9 січня 1923, Таганрог — 14 жовтня 2009, Бородянка) — український радянський футболіст і тренер. Майстер спорту (1952), заслужений тренер України (1963).

## Життєпис
Народився Віктор Жилін 9 січня 1923 року в місті Таганрог. З дитинства грав у місцевих «Крилах Рад». Був учасником німецько-радянської війни. Після перемоги повернувся до своєї улюбленої справи, до футболу.
Правий крайній нападник київського «Динамо» 1940—1950-х років, він став найкращим бомбардиром команди 1949 року. Потім довго лікувався після тяжкої травми, і 1951 року відіграв чудовий сезон у ленінградському «Зеніті». Попри прекрасну гру в «Зеніті», Віктор Степанович відразу ж відгукнувся на запрошення повернутися до «Динамо» і допоміг команді завоювати срібні медалі чемпіонату СРСР 1952 року. Загалом у складі команди київського «Динамо» Жилін провів 97 матчів, забив 17 голів. Після двох сезонів у «Даугаві» та ОБО (Київ), Жилін завершив ігрові виступи та здобув вищу освіту в Інституті фізкультури, закінчив Вищу школу тренерів.
У молодому «тренерському» віці разом з іншими видатними динамівцями Щегоцьким та Ідзковським був у числі засновників вінницького «Локомотива», пізніше двічі привів цю команду до перемоги в чемпіонаті УРСР. Також тренував харківський «Авангард», кіровоградську «Зірку», житомирський «Автомобіліст», одеський «Чорноморець», запорізький «Металург», іванофранківський «Спартак», криворізький «Кривбас», черкаський «Дніпро». 

Останні майже 30 років свого життя віддав бородянському футболу, привівши «Машинобудівник» до перемоги у Кубку УРСР, а «Систему-Борекс» — у першу національну лігу. Останнє звершення зробив у 79-річному віці.
Найвідоміші учні В.Жиліна: Віктор Прокопенко, Валерій Поркуян, Семен Альтман, Євген Котельников та Леонід Буряк.
Помер 14 жовтня 2009 року в Бородянці після важкої хвороби. Похований на старій частині Байкового кладовища в Києві разом з молодшим сином та першою дружиною. На надгробку епітафія: «Да разве сердце позабудет того, кто нам хотел добра? Того, кто выводил нас в люди, кто выводил нас в мастера».